# World-Check
World-Check är en databas med uppgifter om privatpersoner som bland annat används för bankernas bakgrundskontroller av individer. World-Check utgör en del av Thomson Reuters.
World-Check används av banker för att identifiera personer som kan innebära risker för banken att ha en affärsrelation med. Riskerna som World-Check är avsedda att hjälpa till att undvika är finansiella, rättsliga och ryktesmässiga ("reputation risk") problem.
Enligt World-Checks personuppgiftspolicy kan "Dina skriverier på webbplatser, bloggar och sociala medier" bland annat finnas i bolagets databas, liksom uppgifter om din privatekonomi, utbildningsnivå och annat.
Bankkunder som ger träff i databasen markeras med exempelvis "terrorism" eller "penningtvätt" vilket normalt leder till att bankerna säger upp kundkontot och samt familjemedlemmars konton. Den information som föranleder listning i World-Check är tillgänglig för bankerna och kan utgöras av uppgifter från myndigheter, urklipp från Wikipedia, nyhetsartiklar och nyhetsbloggar.
World-Checks avtalsvillkor med sina abonnenter förbjuder dessa att avslöja för sina kunder vilka uppgifter uppsägningen av kundkontot grundar sig på eller varifrån de kommer. Banker förbjuds uttryckligen att nämna för sina kunder att anklagelser mot dem härrör från Worldcheck.
Storleken på World-Checks databas har vuxit starkt sedan Thomson Reuters tog över verksamheten 2009. En dataläcka under 2014 tyder på att databasen idag närmar sig 3 miljoner namn över hela världen. Förutom terrorism och penningtvätt är anklagelserna numera fördelade över en mängd olika kategorier, från terrorism, organiserad sex-trafficking till "olämpliga aktiviteter". I takt med att databasen vuxit har även Thomson Reuters målgrupp för World-Check-abonnemang breddats. Det är känt att Förenta Nationerna och Europeiska Unionen är prenumeranter. På sin hemsida erbjuder Thomson Reuters provabonnemang på World-Check utan att uppge någon begränsning till typ av organisation som har rätt att bli kund.

## Kritik
World-Check har kritiserats för att vara generös med svartlistningar och för att inte ge felaktigt svartlistade personer möjlighet att korrigera uppgifter. Under 2014 och 2015 svartlistades en rad hjälp- och kampanjorganisationer, bland andra brittiska Palestine Solidarity Campaign (PSC) och amerikanska Counsil on American-Islamic Relations (CAIR). Eftersom dessa organisationer är aktiva samtalsparterns med regeringarna i USA och Storbritannien och som sådana godkända av respektive lands säkerhetstjänst, hävdar kritiker att World-Check även ägnar sig åt politiskt motiverade svartlistningar. Säkerhetsexperter har kritiserat World-Check för att tillämpa alltför breda och politiskt färgade definitioner på vilka personer och organisationer som förtjänar att svartlistas, samt för att genom sin verksamhet "exportera" den liberala amerikanska förtalslagstiftningen.
När banker använder Worldcheck tillämpas ett avtal där banker som vill säga upp kundkonton med hänvisning till uppgifter i tjänsten inte får avslöja varken uppgifterna som uppsägningen av kundkontot grundar sig på eller varifrån uppgifterna kommer. Bankerna förbjuds därför att nämna för sina kunder vilka anklagelser som föranlett en uppsägning eller att dessa uppgifter härrhör från Worldcheck.